# White Horse (singel)
White Horse – utwór amerykańskiej piosenkarki Taylor Swift i drugi singiel z albumu studyjnego Fearless (2008). Premiera odbyła się w amerykańskim radiu grającym muzykę country 8 grudnia 2008 i została zaplanowana przez Big Machine Records. Tekst piosenki ostał napisany przez Taylor Swift wraz z Liz Rose. Utwór został wyprodukowany przez Nathana Champmana. To ballada napisana w gatunku country/pop, w której główną rolę odgrywa gitara. Zawiera również akcenty fortepianu oraz wiolonczeli. Narratorką piosenki jest kobieta, która jest załamana, gdy odkrywa, że jej chłopak nie jest idealną postacią i opuszcza swoje miasteczko z nadzieją na znalezienie kogoś bardziej godnego jej zainteresowania.
W 2010 na rozdaniu nagród Grammy utwór zdobył nagrodę dla najlepszej piosenki country oraz dla najlepszego kobiecego wykonania country. W USA singiel zajął 13. miejsce na liście Billboard Hot 100 oraz drugie miejsce na liście Hot Country Songs. Recording Industry Association of America (RIAA) przyznało utworowi podwójną platynę. White Horse znalazło się również na listach przebojów w Australii, Kanadzie i w Wielkiej Brytanii.
Teledysk został wyreżyserowany przez Treya Fanjoya. Przedstawia on Taylor Swift, która na nowo przeżywa wspomnienia związku ze swoim byłym chłopakiem, a także odkrycie jego niewierności po tym, jak ich związek kończy się rozmową telefoniczną. Premiera teledysku odbyła się 7 lutego 2009.
Po sporze Taylor Swift związanym z własnością jej muzyki, artystka ponownie nagrała piosenkę jako White Horse (Taylor’s Version), który znalazł się na albumie Fearless (Taylor’s Version) z 2021